# Sanne Schoenmakers
Sanne Schoenmakers (* 8. April 1993) ist eine niederländische Fußballspielerin, die seit dem 1. Juli 2022 vereinslos ist.

## Karriere

### Vereine
Schoenmakers spielte im Seniorinnenbereich zehn Jahre lang für den belgischen Erstligisten Standard Lüttich. Von 2012 bis 2015 war sie mit ihrem Verein zunächst in der BeNe League, die höchste Spielklasse der belgischen und niederländischen Frauenfußballvereine, vertreten, anschließend in der Super League. Während ihrer Vereinszugehörigkeit gewann sie sechsmal in Folge die Meisterschaft und dreimal den nationalen Vereinspokal. Mit ihrem Verein nahm sie dreimal am Wettbewerb der Champions League teil und bestritt insgesamt sechs Erstrundenspiele in der Finalrunde. Bei zwei Teilnahmen in der Qualifikation erzielte sie sechs Tore in fünf Spielen. In der nationalen Meisterschaft erzielte sie mit 42 Toren in 84 Punktspielen eine beachtliche Quote und wurde auch zweimal Torschützenkönigin.

### Nationalmannschaft
Schoenmakers bestritt im Jahr 2010 fünf Länderspiele für die U17-Nationalmannschaft. Sie debütierte an ihrem 17. Geburtstag, beim 2:1-Sieg über die U17-Nationalmannschaft Italiens im ersten Spiel der 2. Qualifikationsrunde für die im Schweizerischen Nyon vorgesehene Europameisterschaft. Im dritten Spiel der 2. Qualifikationsrunde erzielte sie beim 3:1-Sieg über die U17-Nationalmannschaft Englands mit dem Treffer zum 2:1 in der 76. Minute ihr erstes und einziges Länderspieltor. In der Endrunde um die Europameisterschaft wurde sie am 22. Juni bei der 0:3-Halbfinalniederlage gegen die U17-Nationalmannschaft Spaniens, wie auch im anschließenden ebenfalls mit 0:3 verlorenen Spiel um Platz 3 am 26. Juni gegen die U17-Nationalmannschaft Deutschlands eingesetzt.

## Erfolge
- Belgischer Meister 2012, 2013, 2014, 2015, 2016, 2017
- Belgischer Pokalsieger 2012, 2014, 2018
- Torschützenkönigin 2017, 2020